# World Wide Web Foundation
La World Wide Web Foundation ou Web Foundation est une organisation à but non lucratif créée par Tim Berners Lee et Rosemary Leith en 2009 pour promouvoir un Web ouvert. 
La Web Foundation publie notamment de 2012 à 2018 les données de l'Open data barometer pour mesurer l'avancée et l'impact de l'open data. 
Elle soutient le réseau et les programmes de recherche et d'intervention de Women Rights Online (WRO), un réseau global œuvrant pour une amélioration des droits des femmes et des minorités de genre dans le numérique.
Le 27 septembre 2024, les deux cofondateurs, annoncent dans une lettre ouverte la décision du conseil d'administration de mettre fin aux activités de la Web Foundation fin septembre 2024.
Lors de la création de la fondation en 2009, seuls 20 % de la population mondiale avait accès à internet, en 2024, ce sont plus de 70 %.
La fondation s'est battue pour une accessibilité au web pour tous avec un ratio de 1 pour 2, où 1Gb de données sur mobile n'excédait pas 2 % des revenus moyens d'une personne. 
Le succès de cette initiative l'a amenée, avec l'Alliance for Affordable Internet (en), à proposer l'objectif pour 2026 d'un ratio de 1 pour 5, soit 5GB de bande passante en mobile ou en fixe pour 2 % des revenus moyens d'une personne. La fondation a également mené des plaidoyers en faveur de la neutralité du net dans des régions comme l'Union européenne, l'Inde et les États-Unis.
Après 15 ans d'activité pour promouvoir un Web plus sûr et plus démocratique à travers des programmes indépendants et innovants, Tim Berners-Lee a estimé que la fondation avait rempli ses missions en matière d'accessibilité à internet, de neutralité et de défenses des droits, de nombreux organismes ayant pris le relais pour soutenir ces droits.
Pour Berners-Lee, la vision initiale des 3"C" que le web devait générer, la collaboration, la compassion et la création, s'est concrétisée dans la première décennie du web, procurant un web décentralisé avec une longue traîne de contenus et de possibilités variées. On a vu se créer de petites communautés locales, des projets individuels et de nombreuses initiatives de grande valeur.
Cependant, le paysage du numérique a changé et il faut répondre désormais à de nouvelles menaces. La position centrale et dominante actuelle des réseaux sociaux, la concentration des pouvoirs par des entreprises commerciales et la centralisation des données sur ces plateformes, menacent en effet le projet initial d'un web décentralisé, démocratique et au bénéfice des citoyens.
Alors que le projet initial 
Tim Berners-Lee souhaite donc concentrer ses efforts sur le programme Solid, un projet de web décentralisé développant des espaces destinés à assurer l'indépendance et la sécurité du stockage des données pour les citoyens.